# Anopheles tigertti
Anopheles tigertti är en tvåvingeart som beskrevs av John E. Scanlon och EL Peyton 1967. Anopheles tigertti ingår i släktet Anopheles och familjen stickmyggor.
Artens utbredningsområde är Thailand. Inga underarter finns listade i Catalogue of Life.